# بلاژیم (ناحیه پلزن-شمالی)
بلاژیم (به چکی: Blažim) یک منطقهٔ مسکونی در جمهوری چک است که در ناحیه پلزن-شمالی واقع شده‌است. بلاژیم ۵٫۹۲ کیلومتر مربع مساحت و ۶۳ نفر جمعیت دارد و ۵۴۵ متر بالاتر از سطح دریا واقع شده‌است.